# Way Wangi Seminung
Way Wangi Seminung is een bestuurslaag in het regentschap Ogan Komering Ulu Selatan van de provincie Zuid-Sumatra, Indonesië. Way Wangi Seminung telt 594 inwoners (volkstelling 2010).